# Roberto Bellatalla
Roberto Bellatalla (* 25. Oktober 1954) ist ein italienischer Jazzbassist.

## Leben und Wirken
Bellatalla spielte zunächst in Italien mit Guido Mazzon (Ed ora parliamo di liberta, 1975), Gaetano Liguori und Mario Schiano ( Ecologia, 1975). 1976 zog er nach Amsterdam, wo er mit Tristan Honsinger, Radu Malfatti und Sean Bergin im Quartett spielte, aber sich auch mit Han Bennink der freien Improvisationsmusik näherte. 1978 spielte er im Laboratorio della Quercia mit Evan Parker, Steve Lacy, Massimo Urbani, Roswell Rudd und Frederic Rzewski. Seit 1983 lebte er in London. Dort arbeitete er mit Ken Hyder, Dudu Pukwana, Julian Bahula und gehörte Louis Moholos Band Viva La Black an, an deren erster Südafrikatour er 1993 teilnahm. Seit 1985 war er Mitglied des Improvisationsensembles Dreamtime (zunächst mit Jim Dvorak, Nick Evans, Gary Curson und Jim Lebaigue), mit dem er mehrere Alben einspielte. 1989 nahm er an einer Tour des Keith Tippett String Trio mit Marcio Mattos teil. 1990 bildete er ein Trio mit Steve Noble und Billy Jenkins; 1995 wirkte er an Louis Moholos Album Bra Louis – Bra Tebs mit.
1997 wirkte Bellatalla als Mitglied von Elton Deans Band Newsense an dessen gleichnamigem Album mit. Mit dem eigenen Quartett (mit Claude Deppa, Jason Yarde und Brian Abrahams) nahm er 1998 das Album Borrowed Time auf. Als Mitglied von Steve Nobles The Shakedown Club (mit Billy Jenkins) unternahm er Tourneen durch Großbritannien und trat beim Glasgow International Jazz Festival und dem European Autumn Festival in Olbia auf. 2003 kehrte er nach Italien zurück, wo er mit Moholo und Pino Minafras Canto General tourte (Rebel Flames). Derzeit ist er hauptsächlich als Musiker in Tanzprojekten tätig, tritt aber auch im Duo mit Biggi Vinkeloe und im Trio mit Mike Cooper und Sandro Satta auf.

## Diskographie
- Mario Schiano, Roberto Bellatalla, Lino Liguori: Concerto della Statale  (Edizioni di Cultura Popolare 1976)
- Louis Moholo: Vive La Black (Ogun 1988)
- Steve Noble, Billy Jenkins, Roberto Bellatalla: The Shakedown Club (Babel 1994)
- Elton Dean’s Newsense: Newsense (Slam 1997)
- Roberto Bellatalla Quartet: Borrowed Time (Blueprint 1998)
- Elton Dean, Mark Saunders, Roberto Bellatalla: Into the Nierika (Blueprint 1998)
- Giovanni Maier, Michele Rabbia, Roberto Bellatalla: Bow’s Wind (CAM Jazz 2005)
- Dreamtime: Double Trouble (Reel Recordings 2010, rec. 1984–2006)
- Roberto Bellatalla, Sandro Satta, Fabrizio Spera: Re-Union (Rudi 2011)
- Primitive Field: Alcheringa (Slam 2018, mit Christian Muela, Ivan Macera)